# صحيفة الشرق (السعودية)
صحيفة الشرق هي صحيفة سعودية تصدر من مؤسسة الشرقية للطباعة والصحافة والإعلام ومركزها مدينة الدمام في المملكة العربية السعودية.

## بداية النشر الصحفي
بدأت صحيفة الشرق السعودية في النشر للنسخة الإلكترونية بتاريخ 11 نوفمبر 2011 وقد باشرت الصحيفة توزيع النسخة الورقية في 5 ديسمبر 2011 وبالرغم من حداثة عهد صحيفة الشرق، إلا إنها حققت تواجداً كبيراً في السوق الصحفي السعودي وحظيت بمتابعة وإقبال القراء.

## تأسيس الصحيفة
تم تأسيس صحيفة الشرق السعودية من قبل مؤسسة الشرقية للطباعة والصحافة والإعلام ورئيس مجلس إدارتها الشيخ سعيد غدران ومدير عام المؤسسة خالد عبد الله بوعلي. رئيس تحرير الصحيفة هو قينان عبد الله الغامدي وتمت الموافقة عليه من قبل وزير الثقافة والإعلام عبد العزيز خوجة في 7 أكتوبر 2009.

## كتابها
- من كتابها سليمان الهتلان (ديسمبر 2011 - ديسمبر 2012).
- خالص الجلبي.
- سحر الخشرمي.
- خالد الغنامي.
- أبراهيم جبر الدوسري.
- أحمد بن عبدالله.
- أحمد هاشم.

## وصلات خارجية
- موقع صحيفة الشرق السعودية
- عن صحيفة الشرق موقع الصحيفة الرسمي.